# Värnanäs skärgårds naturreservat
Värnanäs skärgård är ett naturreservat i Kalmar kommun i Småland.
Värnanäs skärgård är skyddat sedan 1997 och är 1 553 hektar stort varav 101,5 hektar är landareal. Reservatet är ett kustnära havsområde i Kalmarsund öster om Halltorp och gården Värnanäs.

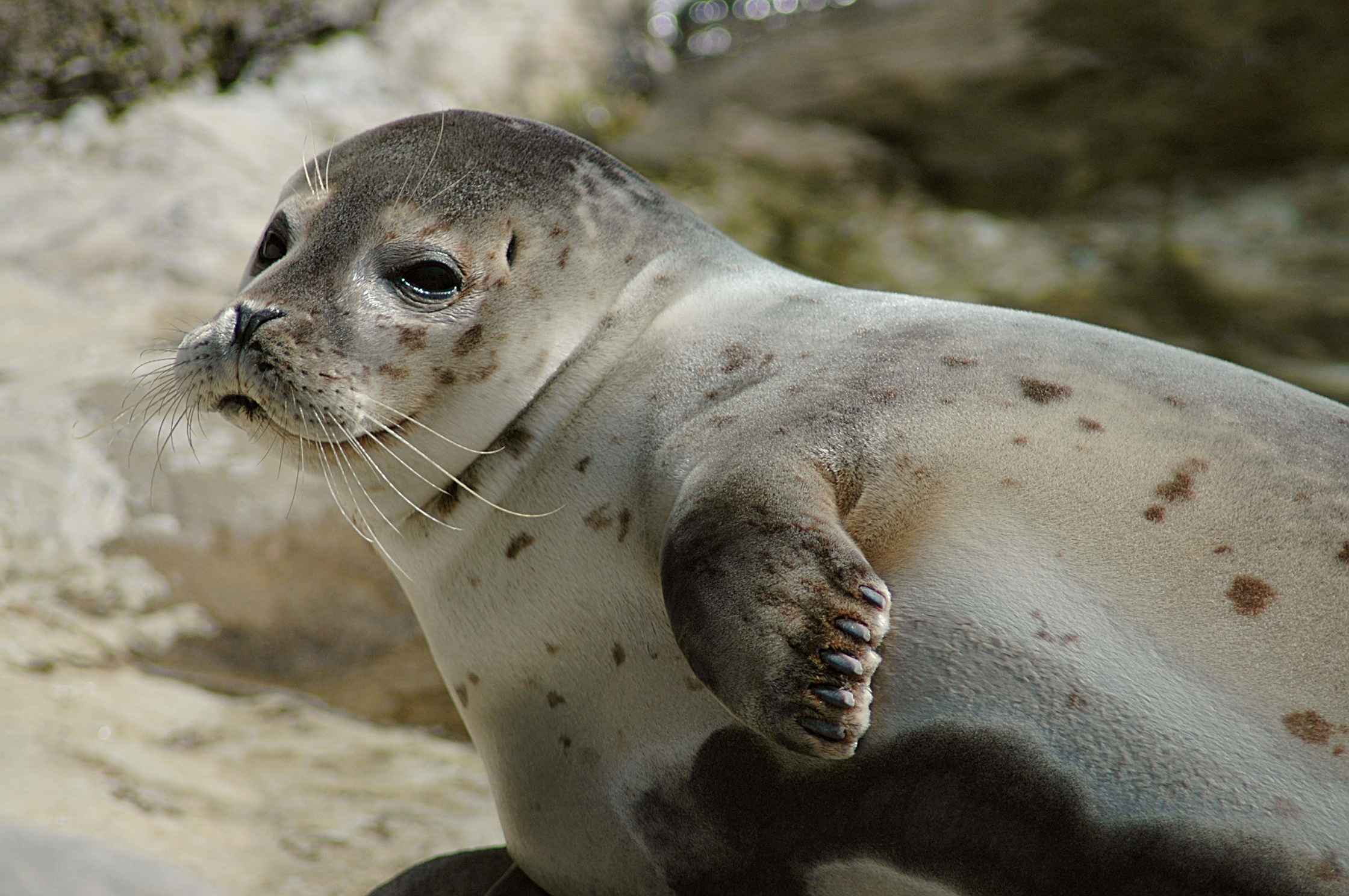
Knubbsäl

Den grunda skärgården består av mängder av låga öar, kobbar och skär. Området är en viktig lokal för knubbsäl i Östersjön även om en minskning av antalet har skett. I reservatet finns det gott om fågel såsom gravand, skäggdopping och småskrake. Brun kärrhök förekommer också. 
Många av de större öarna är skogbeklädda. På Storö står riktigt med gamla och grova ekar vilket ger möjlighet för en mängd lavar, mossor och svampar att trivas.
Örarevets naturreservat ligger omedelbart söder om Värnanäs skärgård.